# Яїта

36°48′24″ пн. ш. 139°55′27″ сх. д. / 36.80667° пн. ш. 139.92417° сх. д.
Яїта́ (яп. 矢板市, やいたし, МФА: [ja.ita ɕi̥]) — місто в Японії, в префектурі Тотіґі.

## Короткі відомості
Розташоване в північно-центральній частині префектури. Виникло на базі середньовічного призамкового містечка самурайського роду Сіоноя. Основою економіки є сільське господарство, деревообробна промисловість, виробництво електротоварів. Станом на 1 жовтня 2008 площа міста становила 170,66 км². Станом на 1 січня 2009 населення міста становило 35 220 осіб.